# MEOX2
MEOX2 (англ. Mesenchyme homeobox 2) – білок, який кодується однойменним геном, розташованим у людей на короткому плечі 7-ї хромосоми. Довжина поліпептидного ланцюга білка становить 304 амінокислот, а молекулярна маса — 33 594.
| 10         |  | 20         |  | 30         |  | 40         |  | 50         |
| ---------- |  | ---------- |  | ---------- |  | ---------- |  | ---------- |
| MEHPLFGCLR |  | SPHATAQGLH |  | PFSQSSLALH |  | GRSDHMSYPE |  | LSTSSSSCII |
| AGYPNEEGMF |  | ASQHHRGHHH |  | HHHHHHHHHH |  | QQQQHQALQT |  | NWHLPQMSSP |
| PSAARHSLCL |  | QPDSGGPPEL |  | GSSPPVLCSN |  | SSSLGSSTPT |  | GAACAPGDYG |
| RQALSPAEAE |  | KRSGGKRKSD |  | SSDSQEGNYK |  | SEVNSKPRKE |  | RTAFTKEQIR |
| ELEAEFAHHN |  | YLTRLRRYEI |  | AVNLDLTERQ |  | VKVWFQNRRM |  | KWKRVKGGQQ |
| GAAAREKELV |  | NVKKGTLLPS |  | ELSGIGAATL |  | QQTGDSIANE |  | DSHDSDHSSE |
| HAHL       |  |            |  |            |  |            |  |            |

A: Аланін

C: Цистеїн

D: Аспарагінова кислота

E: Глутамінова кислота

F: Фенілаланін

G: Гліцин

H: Гістидин

I: Ізолейцин

K: Лізин

L: Лейцин

M: Метіонін

N: Аспарагін

P: Пролін

Q: Глутамін

R: Аргінін

S: Серин

T: Треонін

V: Валін

W: Триптофан

Кодований геном білок за функціями належить до активаторів, білків розвитку. 
Задіяний у таких біологічних процесах, як транскрипція, регуляція транскрипції. 
Білок має сайт для зв'язування з ДНК. 
Локалізований у ядрі.